# E65
A Estrada europeia 65 - E65 -  começa em Malmö na Suécia, atravessa o Mar Báltico,  a Polónia, a República Checa, a Eslováquia, a Hungria, a Croácia, a Bósnia e Herzegovina, o Montenegro, a Sérvia, o Kosovo e termina em Chania na Grécia.

Esta estrada europeia tem 4 400 km de extensão.

## Itinerário
Malmö - Ystad -  Świnoujście - Szczecin - Świebodzin - Legnica -  Jelenia Góra - Praga - Brno -  Bratislava -  Csorna - Szombathely - Zalaegerszeg - Nagykanizsa -  Zagreb - Rijeka - Split -  Neum -  Dubrovnik -  Podgorica -  Pristina -  Skopje - Ohrid - Bitola -  Larissa - Lamia - Patra - Corinto - Calamata - Kissamos - Chania